# Rhodospirillum rubrum
Espèce
Rhodospirillum rubrum est une espèce de bactéries Gram- du phylum des Pseudomonadota (anciennement Protéobactéries) et de la famille des Rhodospirillaceae.

## Description
Comme son nom scientifique l'indique, Rhodospirillum rubrum présente une couleur rose-rouge et une forme en spirale. C'est une bactérie mobile, de 3-10 µm de longueur sur environ un micromètre de diamètre.
Elle a la particularité de posséder de nombreux types de métabolismes possibles en fonction des conditions de son environnement. Chimioorganotrophe en présence d'O2, elle est capable de fermentation si ce dernier est absent, mais peut également, toujours en l'absence d'O2, être photohétérotrophe (source d'énergie lumineuse, source de carbone organique) ou photolithotrophe (donneurs d'électrons inorganiques). Il s'agit donc d'une bactérie aérobie facultative, elle peut aussi utiliser du dihydrogène (H2) ou du sulfure d'hydrogène (H2S) comme accepteurs d'électrons (c'est-à-dire les "respirer") en présence de lumière. Contrairement aux végétaux et aux cyanobactéries, sa photosynthèse ne produit pas d'O2 (photosynthèse anoxygénique) car le donneur d'électrons n'est pas l'eau.
Cette bactérie, ainsi que d'autres du genre Rhodospirillum, est capable de prendre des formes de résistance lorsque les conditions deviennent défavorables. Il ne s'agit pas d'endospores, lesquelles sont structurellement très particulières et propres au phylum Bacillota (anciennement Firmicutes), mais des cystes avec une membrane externe épaisse. Elles sont moins résistantes que les endospores : elles supportent la dessiccation mais moins la chaleur et les UV.
Cette bactérie est aussi capable de fixer le diazote atmosphérique (N2), ce dont peu d'organismes vivants (et uniquement des bactéries, seules ou en symbiose) sont capables. Les pigments photosynthétiques (chlorophylle b et bactériochlorophylle) ne sont pas les mêmes que ceux des plantes et des cyanobactéries, et sa photosynthèse est anoxygénique (elle ne produit pas d'O2). Ces pigments donnent la couleur rose-rouge à la bactérie et sont absents en conditions aérobie, rendant la bactérie incolore.

## Systématique
Le nom correct complet (avec auteur) de ce taxon est Rhodospirillum rubrum (Esmarch (d), 1887) Molisch (d), 1907.
L'espèce a été initialement classée dans le genre Spirillum sous le basonyme Spirillum rubrum Esmarch, 1887.
Rhodospirillum rubrum a pour synonyme :
- Spirillum rubrum Esmarch, 1887